# Xechasméni
Xechasméni är en ort i Grekland.   Den ligger i prefekturen Nomós Imathías och regionen Mellersta Makedonien, i den norra delen av landet, 300 km norr om huvudstaden Aten. Xechasméni ligger 16 meter över havet och antalet invånare är 795.
Terrängen runt Xechasméni är platt, och sluttar norrut. Runt Xechasméni är det ganska tätbefolkat, med 83 invånare per kvadratkilometer. Närmaste större samhälle är Véroia, 12,5 km väster om Xechasméni. Trakten runt Xechasméni består till största delen av jordbruksmark.